# Émagny
Émagny é uma comuna francesa na região administrativa de Borgonha-Franco-Condado, no departamento de Doubs. Estende-se por uma área de 5,15 km². Em 2010 a comuna tinha 606 habitantes (densidade: 117,7 hab./km²).